# Negrești (okręg Botoszany)
Negrești – wieś w Rumunii, w okręgu Botoszany, w gminie Mihălășeni. W 2011 roku liczyła 300 mieszkańców.